# Sjøkrigsskolen
Sjøkrigsskolen (nynorsk Sjøkrigsskulen) er en af det norske forsvars tre krigsskoler (de andre to er Luftkrigsskolen og Krigsskolen) og den ligger på Laksevåg i Bergen. Skolen uddanner bachelorer i militære studier. Uddannelsen ved Sjøkrigsskolen (SKSK) går tilbage til Det Kongelige Norske Søcadet-Institut, der i 1817 blev åbnet på Marinens hovedstation Fredriksvern (Stavern).
Søcadet-Institutet blev overført til Horten samtidig med at Marinens hovedbase blev etableret der i 1864. Her foregik undervisningen frem til krigsudbruddet 9. april 1940.
Under krigen blev den norske flåde reorganiseret og opbygget i Storbritannien, og der blev i efteråret 1941 etableret en søkrigsskole i London. Senere foregik uddannelsen i nærheden af Edinburgh.
Efter krigen fik Sjøkrigsskolen midlertidig placering i Oslo. Denne "midlertidige" ordning varede i 15 år, før skolen fik sin nuværende placering ved Wallemsviken, Laksevåg udenfor Bergen i 1960.

## Chefer
- 2000–2004 Kommandør Atle Torbjørn Karlsvik
- 2004–2006 Kommandør Tor Vestli
- 2006– Kommandør Thomas Wedervang

## Eksterne links
- Sjøkrigsskolens historie Arkiveret 19. september 2008 hos  Wayback Machine
- Om Sjøkrigsskolens på Veidekkes netsider Arkiveret 27. september 2007 hos  Wayback Machine, nybyggeri og rehablitering

60°23′39″N 5°15′58″Ø / 60.394178°N 5.266089°Ø